# Educação fiscal

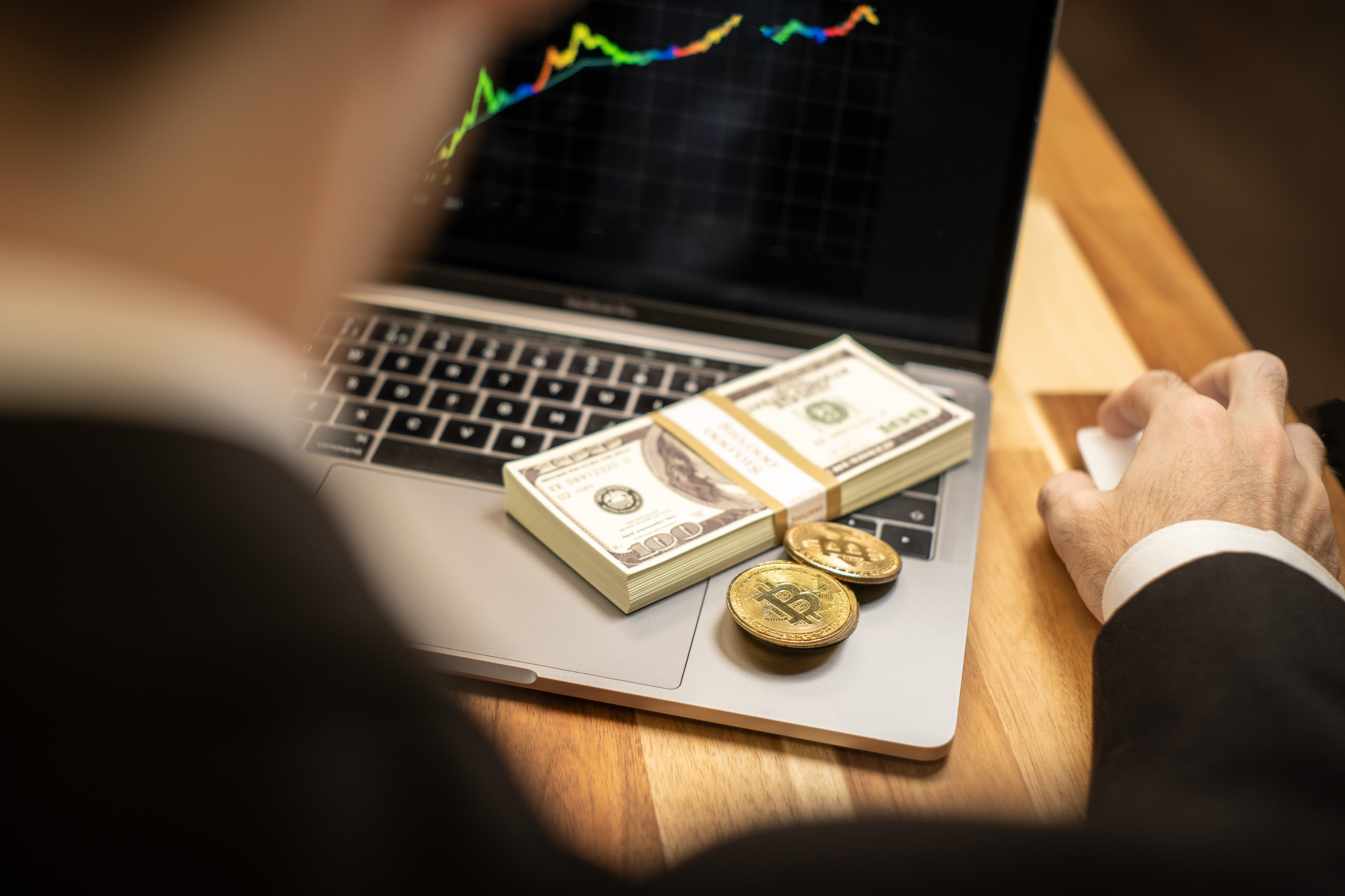
Promover cidadania no pagamento de tributos e no acompanhamento dos gastos públicos.

Educação Fiscal é um processo que consiste em instruir o cidadão acerca da tributação. Abrange temas como os tributos e sua função social, o combate à sonegação, ao contrabando, ao descaminho e à pirataria. Inclui também a conscientização sobre as teorias financeiras da arrecadação e do orçamento público, instigando o cidadão a aprender e entender seu papel como contribuinte solidário e participativo que beneficia a todos, inclusive a ele próprio.

## Objetivos
A Educação Fiscal visa estimular:
1. a conscientização da sociedade sobre a importância, necessidade e justificativa para o pagamento de tributos;
2. a ação cidadã da população no acompanhamento, fiscalização e monitoramento da aplicação desses tributos para a melhoria das condições de vida do país como um todo.

Entende-se por cidadania, o exercício dos direitos e deveres civis, políticos e sociais estabelecidos na Constituição Federal. Um bom cidadão atende a implicações concernentes às interligações de direitos e deveres, o respeito e cumprimento de ambos, contribuindo para uma sociedade mais equilibrada.
O exercício da cidadania é estar em pleno gozo das disposições constitucionais. Dessa maneira, a Educação Fiscal é elemento constituinte da postura cidadã, que tem como objetivo promover a participação do sujeito no funcionamento e aperfeiçoamento dos instrumentos de controles social e fiscal do Estado.
O tributo constitui-se na sociedade, como instrumento que tem a capacidade de promoção de mudanças e redução de desigualdades sociais. Então, o cidadão, sabendo da função social do tributo como elemento que promove a justiça social e como forma de redistribuição  da Renda Nacional, deve estar sempre atento e participativo no que diz respeito à arrecadação, aplicação e fiscalização do dinheiro público.
A educação fiscal tem como objetivos promover uma sensibilização dos cidadãos, para que se atentem à função socioeconômica do tributo e participem. É fundamental que façam parte da educação fiscal a oferta de conhecimentos sobre a administração pública aos cidadãos, o incentivo ao acompanhamento da aplicação dos recursos públicos, bem como a construção harmônica da relação entre Estado e cidadãos.
Proporcionar aos cidadãos o entendimento de sua participação no comportamento da gestão tributária e financeira torna-os muito mais que agentes contributivos, mas também, fiscalizadores desse processo. O esclarecimento à comunidade quanto ao processo de arrecadação do Estado e de como os tributos têm potencial para serem revertidos em benefícios para a própria população auxilia, fortemente, na construção de cidadãos.

## Pilares
A Educação Fiscal assenta-se sobre dois pilares básicos, que sustentam todas as ações desenvolvidas: 
1 - a conscientização da sociedade sobre a importância, necessidade e justificativa para o pagamento de tributos; 
2 – a ação cidadã da população no acompanhamento, fiscalização e monitoramento da aplicação desses tributos para a melhoria das condições de vida do país como um todo. 
Com relação à importância dos tributos, a Educação Fiscal abrange temas como o tributo e sua função social, o combate à sonegação, ao contrabando, ao descaminho e à pirataria. Trabalha também a conscientização sobre as teorias financeiras da arrecadação, do orçamento público instigando o cidadão a aprender e entender seu papel como contribuinte solidário e participativo que beneficia a todos, inclusive a ele próprio.

## Histórico da Educação Fiscal
• Em 1969 surgem as primeiras ações educativas na área da Administração Fiscal da União com a “Operação Bandeirante”. Os agentes do fisco saíam com a missão de orientar a população “a não pagar multas”. O foco dessa ação era o ensino sobre a função socioeconômica dos tributos e sua presença nas obras públicas e nas políticas sociais.
• Em 1970, com a “Operação Brasil do Futuro”, a Educação Fiscal buscava chegar aos estabelecimentos de ensino. A publicação “Dona Formiga, Mestre Tatu e o Imposto de Renda”, de autoria de Cecília Lopes da Rocha Bastos, foi amplamente distribuída nas escolas do atual ensino fundamental. No entanto, a ação foi descontinuada em 1972.
• Em 1977, a Secretaria da Receita Federal lançou o Programa “Contribuinte do Futuro”, mediante trabalho junto aos estabelecimentos de ensino e distribuição de livros e cartilhas a alunos e professores.
• Em 1992/1994, com a redemocratização do país, alguns estados brasileiros, como o Espírito Santo, começaram a realizar ações mais consistentes de Educação Tributária.
• Em maio de 1996, o Confaz, reunido em Fortaleza, registra a importância de um programa de consciência tributária para despertar a prática da cidadania. Na reunião seguinte do Confaz, em setembro do mesmo ano, foi criado o Grupo de Trabalho para este fim.
• Em fevereiro de 1998, a Portaria n.º 35, do Ministro da Fazenda, oficializa o Grupo de Trabalho e formula seus objetivos como sendo “promover e coordenar as ações necessárias à elaboração e à implantação de um programa nacional permanente de educação tributária” e “acompanhar as atividades do Grupo de Educação Tributária nos Estados – Gete”.
• Em março de 1999, passam a integrar o grupo representantes da Secretaria do Tesouro Nacional - STN e do Ministério da Educação - MEC.
• Em julho de 1999, tendo em vista a abrangência do Programa, que não se restringe apenas aos tributos, mas que aborda também as questões da alocação dos recursos públicos arrecadados e da sua gestão, o Confaz, reunido na Paraíba, aprova a alteração de sua denominação que passa a series Programa Nacional de Educação Fiscal – PNEF.
• Em 31 de dezembro de 2002, é publicada a Portaria Interministerial nº 413 - MF/MEC, que institui o Grupo de Trabalho de Educação Fiscal – GEF.

## Programas Estaduais
Cada estado da federação através de suas Secretarias Fazendárias deve desenvolver programa próprio de Educação Fiscal. A seguir são listados alguns estados com respectivos programas:
- Bahia,[6]
- Ceará,[7]
- Distrito Federal,[8]
- Espírito Santo,[9]
- Goiás,[10]
- Minas Gerais,[11]
- Paraná,[12]
- Pernambuco,[13]
- Rio Grande do Sul,[14]
- Santa Catarina,[15]
- São Paulo,[16][17]
- Tocantins,[18]

## Prêmio Nacional
Desde 2012, a FEBRAFITE (Associação Nacional das Associações de Fiscais de Tributos Estaduais) realiza o Prêmio Nacional de Educação Fiscal que anualmente, vem buscando valorizar projetos que atuem com as temáticas da função social dos tributos, a qualidade do gasto público, bem como acompanhamento do retorno dos recursos para a sociedade.

O prêmio é voltado às escolas, instituições (universidades, organizações não governamentais, prefeituras, secretarias municipais e demais instituições da iniciativa pública e privada), imprensa e projetos da área de tecnologia. É um reconhecimento às iniciativas de impacto social e tributário que transformam a realidade brasileira em prol do desenvolvimento econômico, oferecendo soluções para um Brasil que precisa trabalhar a ideia de que o pagamento de tributos é um bem para toda a sociedade.